# Rodrigues-Riesengecko

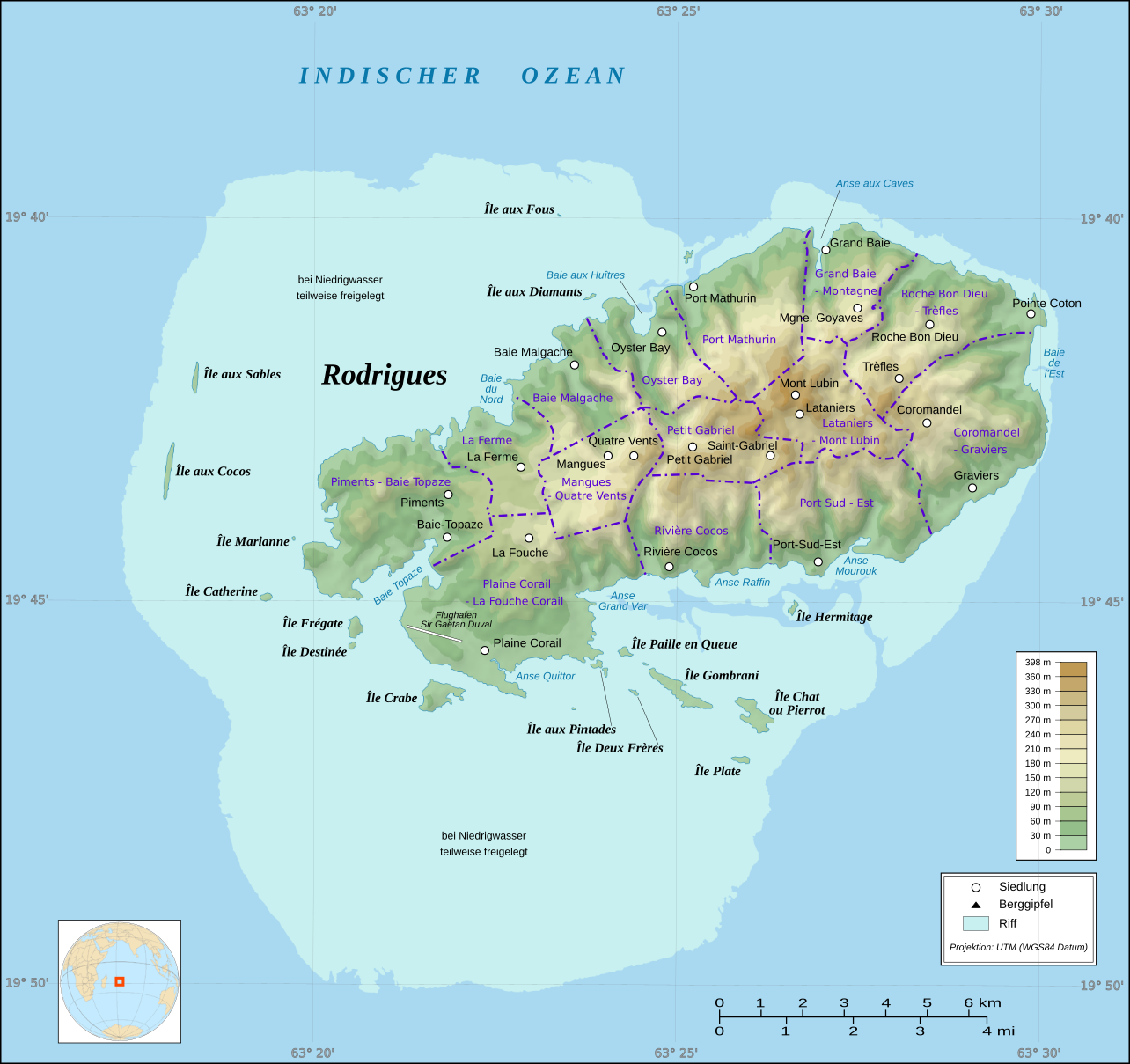
Das Verbreitungsgebiet von Phelsuma gigas: 1708 entdeckte François Leguat die Taggeckoart erstmals auf Rodrigues im Indischen Ozean. Letztmals wurde Phelsuma gigas im Jahr 1842 von François Liénard de la Mivoye auf der südwestlich vorgelagerten Insel Frégate gesichtet.

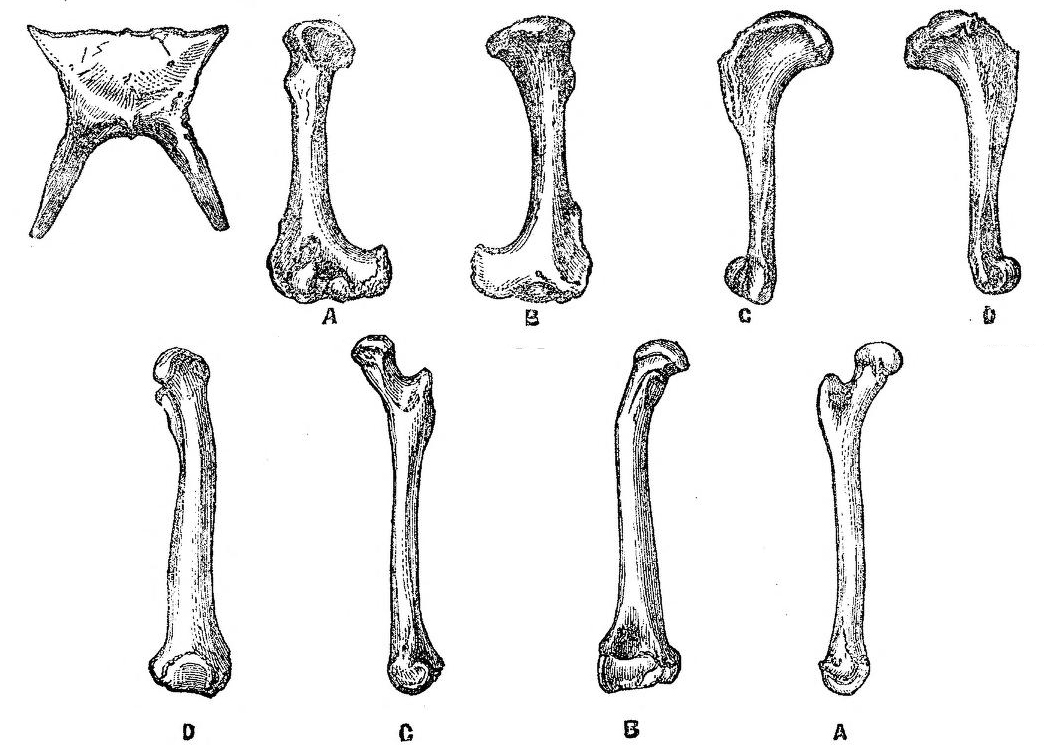
Subfossile Knochen des Phelsuma gigas

Der Rodrigues-Riesengecko (Phelsuma gigas; von altgriechisch gigas ‚riesig‘) ist eine höchstwahrscheinlich ausgestorbene Taggeckoart. Er bewohnte die Maskarenen-Inseln und die Insel Frégate in der Nähe von Rodrigues. Der Rodrigues-Riesengecko gilt mit einer Gesamtlänge von über 40 cm als die größte Taggeckoart, die jemals entdeckt worden ist.
Der aus Neuseeland stammende und seit mehr als zweihundert Jahren ausgestorbene Kawekaweau-Gecko (Hoplodactylus delcourti) gilt zwar mit einer Gesamtlänge von über 60 cm als noch größer als Phelsuma gigas, wird aber in die Gattung der Neuseeländischen Braungeckos (Hoplodactylus) und nicht in die der Taggeckos (Phelsuma) eingeordnet.

## Beschreibung und Färbung
Der Rodrigues-Riesengecko ist mit einer Gesamtlänge von bis zu 44 cm und einer Kopf-Rumpf-Länge von bis zu 19 cm die größte bekannte Taggeckoart. Seine Körperfarbe war blau-gräulich bis graubraun. An der Oberseite soll er schwarze, dunkle Flecken gehabt haben und sein Schwanz soll gestreift und dunkelgrau bis braun gefärbt gewesen sein. Die Bauchseite von Phelsuma gigas hatte eine hellgelbe bis weiße Färbung. Sein Körperbau und seine Färbung ähneln sehr dem Phelsuma guentheri, der auch eine tagaktive Geckoart ist. Ein Hinweis darauf, dass Phelsuma gigas nachtaktiv gewesen sein muss, sind seine schmalen, vertikalen und elliptischen Augen, welche sonst nur bei nachtaktiven Geckoarten zu finden sind. Die meisten Beschreibungen von Phelsuma gigas beruhen auf Aufzeichnungen des 19. Jahrhunderts, da es heute keine Präparate dieser Art mehr gibt. Ein maßstabsgetreues Modell dieser Art ist allerdings im Naturkundemuseum der Île aux Aigrettes zu finden.
Ebenfalls existieren noch wenige subfossile Knochen von Phelsuma gigas, die aber nicht auf ein vollständiges Skelett schließen lassen. Diese Tatsache ließ George Albert Boulenger schon seinerzeit zweifeln, ob die generische Einordnung Phelsuma gigas in die Gattung Gekko (die, der nachtaktiven Geckos) richtig ist, denn auch ihm lag nicht das komplette Skelett vor, sondern nur einzelne Teile und Knochen von Phelsuma gigas. 

## Vorkommen und Lebensraum
Der Rodrigues-Riesengecko bewohnte vor allem die Maskarenen, die Insel Rodrigues und einige weitere umliegende Inseln. Überlieferten Angaben zufolge lebte er sehr versteckt vor allem auf Felsen und größeren Bäumen in tropischen Wäldern. Zuletzt wurde er im Jahr 1842 auf vorgelagerten Inseln von Frégate gesichtet. Der ursprüngliche Lebensraum wurde durch den Menschen und die Ansiedlung von Katzen und Ratten zum größten Teil zerstört und führte wahrscheinlich zum Aussterben dieser Art. Da Phelsuma gigas seit 1842 und auch in späteren Expeditionen nicht mehr gesichtet wurde, ist davon auszugehen, dass diese Art heute nicht mehr existiert.

## Lebensweise und Ernährung
Der Rodrigues-Riesengecko gilt zwar als eine Taggeckoart, soll aber überwiegend dämmerungs- und nachtaktiv gewesen sein und sehr scheu und versteckt gelebt haben. In seinem Verhalten ähnelte er stark Phelsuma guentheri. Da Phelsuma gigas die für Taggeckoarten typischen reduzierten inneren Zehen hat, wird er in die Gattung Phelsuma eingeordnet.
Der Rodrigues-Riesengecko soll sich überwiegend von verschiedenen Insekten und anderen Wirbellosen ernährt haben. Seine Zunge war auch gut geeignet um süße Früchte, Pollen und Nektar aufzunehmen.

## Systematik und Nomenklatur

### Entdeckung
Der Rodrigues-Riesengecko wurde erstmals im Jahr 1708 von François Leguat auf Rodrigues im Indischen Ozean entdeckt. Dabei beschrieb François Leguat die neue Taggeckoart in seinen Tagebuchaufzeichnungen. Fast 140 Jahre nach dieser Beschreibung entdeckte François Liénard de la Mivoye den Rodrigues-Riesengecko zum zweiten- und gleichzeitig letzten Mal im Jahr 1842 auf der Insel Frégate, welche sich ebenfalls im Indischen Ozean befindet. Die Beschreibung Liénards gilt als offizielle Erstbeschreibung, da seine wissenschaftliche Namensgebung und Beschreibung nach der Einführung der Binären Nomenklatur im Jahr 1758 durch Carl von Linné erfolgt ist. Der Abenteurer François Leguat wurde als Erstautor nicht berücksichtigt.

### Deutschsprachige Namensgebung
Der Rodrigues-Riesengecko wird in einigen wenigen Quellen auch unter dem Namen "Riesengecko" angeführt, wobei dies auf die englische Bezeichnung Rodrigues Giant Day Gecko (Giant engl. für riesig bzw. gigantisch) zurückzuführen ist. Hauptsächlich wird der Begriff "Riesengecko" aber als Synonym für den Kawekaweau-Gecko (Hoplodactylus delcourti) benutzt. Der englische Begriff Rodrigues Giant Day Gecko wurde schließlich ins Deutsche als Rodrigues-Riesengecko bzw. als Rodrigues-Riesentaggecko übernommen, da diese Namensgebung auf seine Herkunft (die Insel Rodrigues) hinweist und wesentlich aussagekräftiger ist als der Begriff "Riesengecko".

### Wissenschaftliche Synonyme
Es wurden im Lauf der Zeit verschiedene Beschreibungen unter unterschiedlichen Namen verfasst, die heute als Synonyme geführt werden. Eine Verwechslungsmöglichkeit besteht dabei mit dem Rodrigues-Taggecko, der ursprünglich als Phelsuma newtoni beschrieben wurde. Als sich herausstellte, dass der Artname newtoni auch schon als Synonym für den Rodrigues-Riesengecko verwendet worden war, wurde der im frühen 20. Jahrhundert ebenfalls ausgestorbene Rodrigues-Taggecko in Phelsuma edwardnewtoni umbenannt.
- Gecko gigas Liénard, 1842
- Gecko newtoni Günther, 1877
- Gecko newtoni Boulenger, 1885
- Gecko newtoni Hoffstetter, 1946
- Phelsuma gigas Vinson & Vinson, 1969
- Phelsuma gigas Kluge, 1993
- Phelsuma gigas Rösler, 2000
- Phelsuma gigas Hallmann, 2008